# Gunung Batu Mesjid
Gunung Batu Mesjid är ett berg i Indonesien.   Det ligger i provinsen Aceh, i den västra delen av landet, 1 600 km nordväst om huvudstaden Jakarta. Toppen på Gunung Batu Mesjid är 1 080 meter över havet.
Terrängen runt Gunung Batu Mesjid är kuperad åt sydost, men åt nordväst är den bergig. Trakten runt Gunung Batu Mesjid är nära nog obefolkad, med mindre än två invånare per kvadratkilometer. I omgivningarna runt Gunung Batu Mesjid växer i huvudsak städsegrön lövskog.